# Rèmol
|  | Per a altres significats, vegeu «Rèmol (desambiguació)». |

El rèmol o rom (Scophthalmus rhombus) és un peix de la família dels escoftàlmids i de l'ordre dels pleuronectiformes.

## Morfologia
- Talla: màxima 75 cm, comuna entre 20 i 40 cm.
- Cos ovalat.
- Boca terminal, molt obliqua.
- Dents petites a les dues mandíbules i al vòmer.
- Septe branquial sencer, sense foramen.
- Vora posterior del preopercle lliure.
- Dorsal i anal acaben al començament del peduncle caudal.
- Pectoral de la cara ocular més gran que l'altra.
- Aletes pèlviques de bases iguales i llargues.
- Caudal arrodonida.
- Coloració variable per tal de camuflar-se amb el substrat que l'envolta.
- Escates petites, cicloidees (llises) a les dues cares, i sobre els radis de les aletes dorsal i anal.
- Color marronós o grisenc, amb nombroses taques fosques i petits punts blancs, més grans a les vores de les aletes dorsal i anal.
- Els dos ulls sobre el costat esquerre, relativament espaiats, de diàmetre inferior a l'espai interorbitari, i molt més curt que el musell.
- Origen de l'aleta dorsal per davant de l'ull superior, amb els primers radis ramificats i lliures en l'extrem.
- Línia lateral amb 115-125 escates, igualment desenvolupada a les dues cares, amb una curvatura sobre la pectoral i una branca al cap ben visible.[2]

## Reproducció
La seua maduresa sexual arriba devers els 3 o 4 anys. Es reprodueix de febrer a març al Mediterrani. Els ous són pelàgics.

## Alimentació
S'alimenta de petits peixos i d'invertebrats bentònics i pelàgics.

## Hàbitat
Demersal sobre fons sorrencs de la plataforma continental, fins als 125 m, sobretot fins als 80 m. Entra de tant en tant en aigües somes.

## Distribució geogràfica
És present al Mediterrani i a l'Atlàntic nord-oriental.

## Pesca
La seua carn és apreciada. Pesca semiindustrial i artesanal, amb arts de platja, ròssec, tremalls i palangres de fons. Es troba regularment als mercats dels Països Catalans i es comercialitza fresc. No està regulada la seua pesca ni té talla mínima legal. És semblant al turbot (Psetta maxima Escoftálmidos), que és més apreciat.